# Villetta Barrea
Villetta Barrea est une commune de la province de L'Aquila dans la région Abruzzes, dans le Sud de l'Italie.

## Administration
| Période                                  | Période  | Identité          | Étiquette | Qualité |
| ---------------------------------------- | -------- | ----------------- | --------- | ------- |
| 14 juin 2004                             | En cours | Lucio Di Domenico |           |         |
| Les données manquantes sont à compléter. |          |                   |           |         |

### Communes limitrophes
Barrea, Civitella Alfedena, Opi, et Scanno